# 15263 Erwingroten
15263 Erwingroten è un asteroide della fascia principale. Scoperto nel 1990, presenta un'orbita caratterizzata da un semiasse maggiore pari a 2,4056668 UA e da un'eccentricità di 0,1116024, inclinata di 2,97593° rispetto all'eclittica.